# Star Ocean: Blue Sphere
Pour les articles homonymes, voir Star Ocean.
Star Ocean: Blue Sphere (スターオーシャン ブルースフィア, Sutā Ōshan Burū Sufia) est un jeu vidéo de type Action RPG sorti en 2001 sur Game Boy Color. Le jeu est la suite directe à Star Ocean: The Second Story. Il est le seul titre de la série Star Ocean à n'avoir jamais été publié hors du Japon. Une version sur téléphone mobile est sortie le 8 juin 2009 au Japon.

## Accueil
À la sortie du jeu, Famitsu donne la note de 31 sur 40 à la version Game Boy Color. Sur son site internet tri-Ace avance que 130 000 exemplaires du jeu ont été vendus au Japon.